# Hertha Berliner Sport-Club 1997-1998
Questa voce raccoglie le informazioni riguardanti l'Hertha Berliner Sport-Club nelle competizioni ufficiali della stagione 1997-1998.

## Stagione
Nella stagione 1997-1998 l'Hertha Berlino, allenato da Jürgen Röber, concluse il campionato di Bundesliga al 11º posto. In Coppa di Germania l'Hertha Berlino fu eliminato al secondo turno dallo Stoccarda.

## Rosa
| N. |                        | Ruolo | Calciatore          |
| -- | ---------------------- | ----- | ------------------- |
| 1  | Germania (bandiera)    | P     | Christian Fiedler   |
| 2  | Germania (bandiera)    | D     | Hendrik Herzog      |
| 4  | Paesi Bassi (bandiera) | D     | Dick van Burik      |
| 6  | Islanda (bandiera)     | D     | Eyjólfur Sverrisson |
| 7  | Russia (bandiera)      | C     | Sergey Mandreko     |
| 8  | Germania (bandiera)    | D     | Steffen Karl        |
| 9  | Paesi Bassi (bandiera) | A     | Bryan Roy           |
| 10 | Norvegia (bandiera)    | C     | Kjetil Rekdal       |
| 11 | Germania (bandiera)    | A     | Michael Preetz      |
| 12 | Ungheria (bandiera)    | P     | Gábor Király        |
| 13 | Camerun (bandiera)     | A     | Alphonse Tchami     |
| 14 | Croazia (bandiera)     | C     | Ante Čović          |
| 16 | Germania (bandiera)    | C     | Sixten Veit         |

| N. |                         | Ruolo | Calciatore            |
| -- | ----------------------- | ----- | --------------------- |
| 17 | RD del Congo (bandiera) | C     | Michél Mazingu-Dinzey |
| 18 | Ungheria (bandiera)     | C     | Pál Dárdai            |
| 19 | Germania (bandiera)     | C     | Andreas Schmidt       |
| 20 | Germania (bandiera)     | A     | Axel Kruse            |
| 21 | Germania (bandiera)     | C     | Michael Hartmann      |
| 22 | Germania (bandiera)     | A     | Carsten Lakies        |
| 23 | Germania (bandiera)     | D     | Oliver Schmidt        |
| 24 | Germania (bandiera)     | C     | Christian Fährmann    |
| 25 | Germania (bandiera)     | C     | Marc Arnold           |
| 26 | Germania (bandiera)     | C     | Andreas Neuendorf     |
| 27 | Germania (bandiera)     | A     | Andreas Thom          |
| 28 | Germania (bandiera)     | P     | Thorsten Malessa      |

## Organigramma societario
Area tecnica
- Allenatore: Jürgen Röber
- Allenatore in seconda: Bernd Storck
- Preparatore dei portieri:
- Preparatori atletici:

## Calciomercato

### Sessione estiva
| Acquisti | Acquisti        | Acquisti          | Acquisti |
| R.       | Nome            | da                | Modalità |
| -------- | --------------- | ----------------- | -------- |
| D        | Hendrik Herzog  | Stoccarda         |          |
| P        | Gábor Király    | Szombathelyi AK   |          |
| A        | Carsten Lakies  | Bayern Monaco     |          |
| C        | Sergey Mandreko | Rapid Vienna      |          |
| C        | Kjetil Rekdal   | Rennes            |          |
| A        | Bryan Roy       | Nottingham Forest |          |
| A        | Alphonse Tchami | Boca Juniors      |          |
| D        | Dick van Burik  | Utrecht           |          |

| Cessioni | Cessioni      | Cessioni          | Cessioni |
| R.       | Nome          | a                 | Modalità |
| -------- | ------------- | ----------------- | -------- |
| P        | Jens Adler    | VfL Halle 1896    |          |
| C        | Dirk Bremser  | Lubecca           |          |
| C        | Falko Götz    | Hertha Berlino II |          |
| A        | Altin Rraklli | Unterhaching      |          |
| D        | Gunnar Sauer  | Lokomotive Lipsia |          |
| C        | Uwe Weidemann | Gütersloh         |          |

### Sessione invernale
| Acquisti | Acquisti          | Acquisti         | Acquisti |
| R.       | Nome              | da               | Modalità |
| -------- | ----------------- | ---------------- | -------- |
| C        | Andreas Neuendorf | Bayer Leverkusen |          |
| A        | Andreas Thom      | Celtic           |          |

| Cessioni | Cessioni    | Cessioni        | Cessioni |
| R.       | Nome        | a               | Modalità |
| -------- | ----------- | --------------- | -------- |
| A        | Marcel Rath | Energie Cottbus |          |
| D        | Hasan Vural | Uerdingen 05    |          |

## Risultati

### Bundesliga

#### Girone di andata
| Arbitro: | Berg |

|           |           |            |
| Čović 35’ | Marcatori | 26’ Ricken |

| Arbitro: | Jansen |

|               |           |  |
| Marschall 75’ | Marcatori |  |

| Arbitro: | Zerr |

|                      |           |                           |
| Schmidt 31’ Veit 69’ | Marcatori | 79’ Wynhoff 90’ Effenberg |

| Arbitro: | Wack |

|                            |           |                  |
| Präger 34’ Kapetanović 49’ | Marcatori | 54’ (aut.) Reyna |

| Arbitro: | Buchhart |

|  |           |                                |
|  | Marcatori | 34’ Salihamidžić 74’ Dembiński |

| Arbitro: | Weber |

|                                  |           |  |
| Élber 42’ Jancker 73’ Strunz 77’ | Marcatori |  |

| Arbitro: | Merk |

|                                            |           |  |
| Lange 11’ Majak 43’ Zallmann 62’ Pamić 89’ | Marcatori |  |

| Arbitro: | Koop |

|                |           |  |
| Sverrisson 36’ | Marcatori |  |

| Arbitro: | Heynemann |

|             |           |  |
| Wilmots 55’ | Marcatori |  |

| Arbitro: | Steinborn |

|                                  |           |                          |
| Mazingu-Dinzey 26’ van Burik 63’ | Marcatori | 39’ (aut.) Karl 53’ Wosz |

| Arbitro: | Krug |

|                                          |           |             |
| Yakin 19’ Akpoborie 35’ Balăkov 72’, 76’ | Marcatori | 81’ Schmidt |

| Arbitro: | Aust |

|                                   |           |           |
| Roy 56’ Sverrisson 82’ Preetz 90’ | Marcatori | 2’ Keller |

| Arbitro: | Wagner |

|  |           |                              |
|  | Marcatori | 11’ (aut.) Trares 88’ Preetz |

| Arbitro: | Jansen |

|                        |           |  |
| Preetz 15’ Schmidt 33’ | Marcatori |  |

| Arbitro: | Merk |

|                  |           |                                   |
| Kuntz 37’ (rig.) | Marcatori | 60’ Preetz 63’ Schmidt 90’ Rekdal |

| Arbitro: | Strampe |

|                     |           |                                 |
| Arnold 3’ Čović 32’ | Marcatori | 62’ Kirsten 66’ (rig.) Beinlich |

| Arbitro: | Kemmling |

|  |           |            |
|  | Marcatori | 22’ Preetz |

#### Girone di ritorno
| Arbitro: | Fandel |

|                                    |           |  |
| Herrlich 3’ Möller 17’ (rig.), 73’ | Marcatori |  |

| Arbitro: | Weber |

|                    |           |  |
| Karl 2’ Preetz 72’ | Marcatori |  |

| Arbitro: | Krug |

|                                                      |           |                    |
| Klinkert 10’ Pflipsen 36’ Effenberg 65’ Pedersen 80’ | Marcatori | 5’ Čović 7’ Preetz |

| Arbitro: | Fleischer |

|         |           |  |
| Thom 2’ | Marcatori |  |

| Arbitro: | Stark |

|             |           |            |
| Fischer 28’ | Marcatori | 6’ Schmidt |

| Arbitro: | Berg |

|                      |           |                   |
| Preetz 18’ Čović 70’ | Marcatori | 84’ (aut.) Preetz |

| Arbitro: | Krug |

|            |           |              |
| Preetz 52’ | Marcatori | 58’ Barbarez |

| Arbitro: | Albrecht |

|                         |           |  |
| Tretschok 42’ Münch 88’ | Marcatori |  |

| Arbitro: | Dardenne |

|            |           |                                         |
| Preetz 54’ | Marcatori | 22’ Wilmots 47’ Thon 74’ Max 90’ Müller |

| Arbitro: | Zerr |

|                |           |          |
| Juran 10’, 57’ | Marcatori | 71’ Thom |

| Arbitro: | Aust |

|                                  |           |  |
| Tchami 24’ Rekdal 44’ Preetz 71’ | Marcatori |  |

| Arbitro: | Heynemann |

|  |           |                       |
|  | Marcatori | 47’ Preetz 90’ Arnold |

| Arbitro: | Merk |

|  |           |                       |
|  | Marcatori | 18’ Labbadia 82’ Bode |

| Arbitro: | Kemmling |

|                                           |           |            |
| Hobsch 23’ Winkler 35’ (rig.) Ouakili 90’ | Marcatori | 53’ Preetz |

| Arbitro: | Jansen |

|                |           |           |
| Sverrisson 78’ | Marcatori | 18’ Kuntz |

| Arbitro: | Krug |

|  |           |                   |
|  | Marcatori | 65’ (rig.) Rekdal |

| Arbitro: | Wack |

|            |           |                                   |
| Preetz 68’ | Marcatori | 38’ Wohlert 60’ Osthoff 74’ Spies |

### Coppa di Germania
| Arbitro: | Müller |

|  |           |                                                                |
|  | Marcatori | 5’ Sverrisson 54’ (aut.) Bartz 80’ Mazingu-Dinzey 85’ Mandreko |

| Arbitro: | Kemmling |

|                                     |           |  |
| Čović 26’ (aut.) Balăkov 67’ (rig.) | Marcatori |  |

## Statistiche

### Statistiche di squadra
| Competizione      | Punti | In casa | In casa | In casa | In casa | In casa | In casa | In trasferta | In trasferta | In trasferta | In trasferta | In trasferta | In trasferta | Totale | Totale | Totale | Totale | Totale | Totale | DR  |
| Competizione      | Punti | G       | V       | N       | P       | Gf      | Gs      | G            | V            | N            | P            | Gf           | Gs           | G      | V      | N      | P      | Gf     | Gs     | DR  |
| ----------------- | ----- | ------- | ------- | ------- | ------- | ------- | ------- | ------------ | ------------ | ------------ | ------------ | ------------ | ------------ | ------ | ------ | ------ | ------ | ------ | ------ | --- |
| Bundesliga        | 43    | 17      | 7       | 6       | 4       | 25      | 22      | 17           | 5            | 1            | 11           | 16           | 31           | 34     | 12     | 7      | 15     | 41     | 53     | -12 |
| Coppa di Germania | -     | 0       | 0       | 0       | 0       | 0       | 0       | 2            | 1            | 0            | 1            | 4            | 2            | 2      | 1      | 0      | 1      | 4      | 2      | +2  |
| Totale            | 43    | 17      | 7       | 6       | 4       | 25      | 22      | 19           | 6            | 1            | 12           | 20           | 33           | 36     | 13     | 7      | 16     | 45     | 55     | -10 |

### Andamento in campionato
| Giornata  | 1 | 2  | 3  | 4  | 5  | 6  | 7  | 8  | 9  | 10 | 11 | 12 | 13 | 14 | 15 | 16 | 17 | 18 | 19 | 20 | 21 | 22 | 23 | 24 | 25 | 26 | 27 | 28 | 29 | 30 | 31 | 32 | 33 | 34 |
| --------- | - | -- | -- | -- | -- | -- | -- | -- | -- | -- | -- | -- | -- | -- | -- | -- | -- | -- | -- | -- | -- | -- | -- | -- | -- | -- | -- | -- | -- | -- | -- | -- | -- | -- |
| Luogo     | C | T  | C  | T  | C  | T  | T  | C  | T  | C  | T  | C  | T  | C  | T  | C  | T  | T  | C  | T  | C  | T  | C  | C  | T  | C  | T  | C  | T  | C  | T  | C  | T  | C  |
| Risultato | N | P  | N  | P  | P  | P  | P  | V  | P  | N  | P  | V  | V  | V  | V  | N  | V  | P  | V  | P  | V  | N  | V  | N  | P  | P  | P  | V  | V  | P  | P  | N  | V  | P  |
| Posizione | 9 | 15 | 17 | 16 | 18 | 18 | 18 | 18 | 18 | 18 | 18 | 18 | 18 | 16 | 12 | 13 | 9  | 11 | 9  | 11 | 9  | 9  | 8  | 8  | 9  | 10 | 11 | 9  | 8  | 10 | 11 | 11 | 10 | 11 |

Legenda:

Luogo: C = Casa; T = Trasferta. Risultato: V = Vittoria; N = Pareggio; P = Sconfitta.

### Statistiche dei giocatori
| Giocatore         | Bundesliga | Bundesliga | Bundesliga  | Bundesliga | Coppa di Germania | Coppa di Germania | Coppa di Germania | Coppa di Germania | Totale   | Totale | Totale      | Totale     |
| Giocatore         | Presenze   | Reti       | Ammonizioni | Espulsioni | Presenze          | Reti              | Ammonizioni       | Espulsioni        | Presenze | Reti   | Ammonizioni | Espulsioni |
| ----------------- | ---------- | ---------- | ----------- | ---------- | ----------------- | ----------------- | ----------------- | ----------------- | -------- | ------ | ----------- | ---------- |
| M. Arnold         | 26         | 2          | 4           | 0          | 0                 | 0                 | 0                 | 0                 | 26       | 2      | 4           | 0          |
| P. Dárdai         | 14         | 0          | 1           | 0          | 1                 | 0                 | 0                 | 0                 | 15       | 0      | 1           | 0          |
| C. Fiedler        | 7          | 0          | 0           | 0          | 1                 | 0                 | 0                 | 0                 | 8        | 0      | 0           | 0          |
| C. Fährmann       | 15         | 0          | 2           | 0          | 0                 | 0                 | 0                 | 0                 | 15       | 0      | 2           | 0          |
| M. Hartmann       | 9          | 0          | 2           | 0          | 1                 | 0                 | 0                 | 0                 | 10       | 0      | 2           | 0          |
| H. Herzog         | 27         | 0          | 9           | 1          | 2                 | 0                 | 1                 | 0                 | 29       | 0      | 10          | 1          |
| S. Karl           | 27         | 1          | 6           | 0          | 2                 | 0                 | 0                 | 0                 | 29       | 1      | 6           | 0          |
| G. Király         | 27         | 0          | 3           | 0          | 1                 | 0                 | 0                 | 0                 | 28       | 0      | 3           | 0          |
| A. Kruse          | 11         | 0          | 4           | 0          | 2                 | 0                 | 1                 | 0                 | 13       | 0      | 5           | 0          |
| C. Lakies         | 3          | 0          | 0           | 0          | 1                 | 0                 | 0                 | 0                 | 4        | 0      | 0           | 0          |
| T. Malessa        | 0          | 0          | 0           | 0          | 0                 | 0                 | 0                 | 0                 | 0        | 0      | 0           | 0          |
| S. Mandreko       | 20         | 0          | 5           | 0          | 1                 | 1                 | 0                 | 0                 | 21       | 1      | 5           | 0          |
| M. Mazingu-Dinzey | 29         | 1          | 8           | 0          | 2                 | 1                 | 1                 | 0                 | 31       | 2      | 9           | 0          |
| A. Neuendorf      | 1          | 0          | 0           | 0          | 0                 | 0                 | 0                 | 0                 | 1        | 0      | 0           | 0          |
| M. Preetz         | 32         | 14         | 5           | 0          | 2                 | 0                 | 0                 | 0                 | 34       | 14     | 5           | 0          |
| K. Rekdal         | 26         | 3          | 7           | 0          | 2                 | 0                 | 1                 | 0                 | 28       | 3      | 8           | 0          |
| B. Roy            | 22         | 1          | 1           | 0          | 0                 | 0                 | 0                 | 0                 | 22       | 1      | 1           | 0          |
| A. Schmidt        | 31         | 5          | 2           | 0          | 1                 | 0                 | 0                 | 0                 | 32       | 5      | 2           | 0          |
| O. Schmidt        | 2          | 0          | 0           | 0          | 1                 | 0                 | 0                 | 0                 | 3        | 0      | 0           | 0          |
| E. Sverrisson     | 28         | 3          | 10          | 0          | 2                 | 1                 | 0                 | 0                 | 30       | 4      | 10          | 0          |
| A. Tchami         | 18         | 1          | 3           | 0          | 1                 | 0                 | 0                 | 0                 | 19       | 1      | 3           | 0          |
| A. Thom           | 12         | 2          | 1           | 0          | 0                 | 0                 | 0                 | 0                 | 12       | 2      | 1           | 0          |
| S. Veit           | 28         | 1          | 1           | 0          | 2                 | 0                 | 0                 | 0                 | 30       | 1      | 1           | 0          |
| H. Vural          | 1          | 0          | 0           | 0          | 0                 | 0                 | 0                 | 0                 | 1        | 0      | 0           | 0          |
| D. van Burik      | 25         | 1          | 2           | 0          | 1                 | 0                 | 0                 | 0                 | 26       | 1      | 2           | 0          |
| A. Čović          | 25         | 4          | 5           | 0          | 2                 | 0                 | 1                 | 0                 | 27       | 4      | 6           | 0          |